# 1985 en rugby à XV
Cette page présente les faits marquants de l'année 1985 en rugby à XV : les principales compétitions et évènements liés au rugby à XV et rugby à sept ainsi que les décès de grandes personnalités de ces sports.

## Principales compétitions
- Coupe d'Angleterre (du ?? ???? 1984 au ?? ???? 1985)
- Currie Cup
- Championnat de France (du ?? ???? 1984 au 25 mai 1985)
- Championnat d'Italie (du ?? ???? 1984 au ?? mai 1985)
- Tournoi des Cinq Nations (du 2 février au 30 mars 1985)

## Événements

### Mars
- 30 mars : l'Irlande remporte le Tournoi des Cinq Nations après sa victoire 13-10 contre l'Angleterre.

### Mai
- 25 mai : le Stade toulousain est champion de France en battant le RC Toulon en finale sur le score de 36 à 22[1].
- ? mai : Bath remporte la coupe d'Angleterre pour la deuxième année consécutive en battant les London Welsh en finale sur le score de 24 à 15.
- ? mai : le Petrarca Padoue, emmené par une jeune entraîneur de 33 ans, Vittorio Munari, remporte le championnat d'Italie pour la neuvième fois[2].
- ? mai : les Portugais du CDU Lisboa remportent la neuvième édition de la Coupe Ibérique en dominant 32 à 9 les Espagnols de l'UE Santboiana, glanant ainsi leur deuxième titre dans la compétition.

## Principales naissances
- 21 octobre : Alan MacDonald, international écossais (4 sélections).